# Santa Fe Group A/S
Santa Fe Group A/S, anteriormente conocida hasta 2015 como: East Asiatic Company (en Danés: Det Østasiatiske Kompagni o ØK) es una empresa de servicios de reubicación multinacional danesa con sede en Copenhague.

## Historia

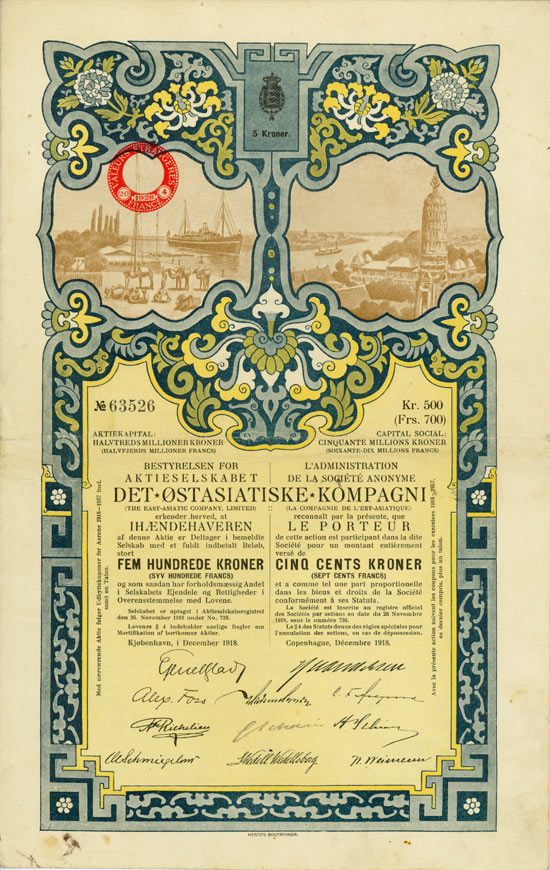
Anunció publicitario de Det Østasiatiske Kompagni, 1918

La East Asiatic Company (danés: Det Østasiatiske Kompagni, ØK) fue fundada por H.N Andersen en Copenhague en 1897. El objetivo inicial era el servicio que eventualmente incluiría líneas de pasajeros y de carga entre la capital danesa, Bangkok, y el Lejano Oriente. Las rutas para incluir los mares Báltico y Negro se establecieron cuando en 1899 se formó la subsidiaria Russian East Asiatic Steamship Co. de San Petersburgo.
Las operaciones de Europa a Asia se ampliaron cuando la aquiriria a la empresa Est Asiatique Francais de París, siguió en 1902, la nueva Danish West India Company en 1905, y la Siam Steam Navigation Company en 1908. La segunda de ellas finalmente pasó a llamarse Thai Navigation Co. después el gobierno tailandés se hizo cargo de él en 1941. Para el comercio en el sur de África, la Swedish East Asiatic Company comenzó más tarde viajes regulares. La subsidiaria Russian American Line comenzó a navegar a América del Norte en 1916 y continuó hasta 1917. Otra Baltic American Line, continuó el servicio bajo bandera danesa desde 1921 hasta 1930. EAC también participó en el envío por contrato con operaciones de tramp a partir de 1915 bajo la filial D/SA/S Orient de Copenhague.
En 1905, la empresa compró Water Island en el Caribe al estado danés, pero finalmente la vendió a los Estados Unidos en 1944, durante la ocupación alemana de Dinamarca.

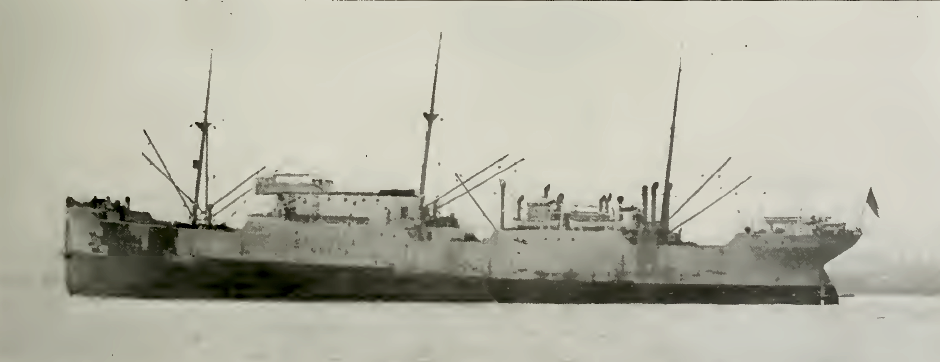
MS Jutlandia

La empresa fue pionera en el desarrollo de grandes embarcaciones comerciales a motor y el presidente Andersen hizo un pedido a Burmeister & Wain, encabezado por el ingeniero y pionero en motores marinos diésel, Ivar Knudsen, para dos embarcaciones a motor, MS Selandia y MS Fionia, que construirá esa firma. Selandia comenzó a operar en 1912 después del viaje inaugural con el príncipe y la princesa herederos al trono danés a bordo, seguido de una visita a Londres, donde el barco despertó un gran interés con las visitas de Winston Churchill, almirantes y personalidades navieras influyentes que luego permanecieron a bordo para un viaje a Amberes.  Un tercer barco contratado, Jutlandia fue construido en Escocia por Barclay, Curle & Company y se convirtió en el segundo gran barco a motor en servicio comercial con cualquier compañía. En 1935 la empresa operaba 27 barcos a motor, incluido un nuevo MS Jutlandia.
En estos años intermedios, el negocio creció considerablemente. United Baltic Corporation se formó como una sociedad con Andrew Weir & Co. en 1919. A principios de la década de 1920 los servicios se extendieron desde Copenhague a Sudáfrica, Cuba, Australia, México y los puertos del Pacífico Norte. Nueva York y más tarde, Filadelfia, Baltimore o Norfolk, Virginia se encontraban entre los puertos de escala agregados para los barcos en la ruta del Pacífico norte en 1940. Las conexiones entre Vancouver y el Lejano Oriente estaban a cargo de Johnson Walton Steamships Ltd. de Vancouver, cuando fue adquirida en 1949.

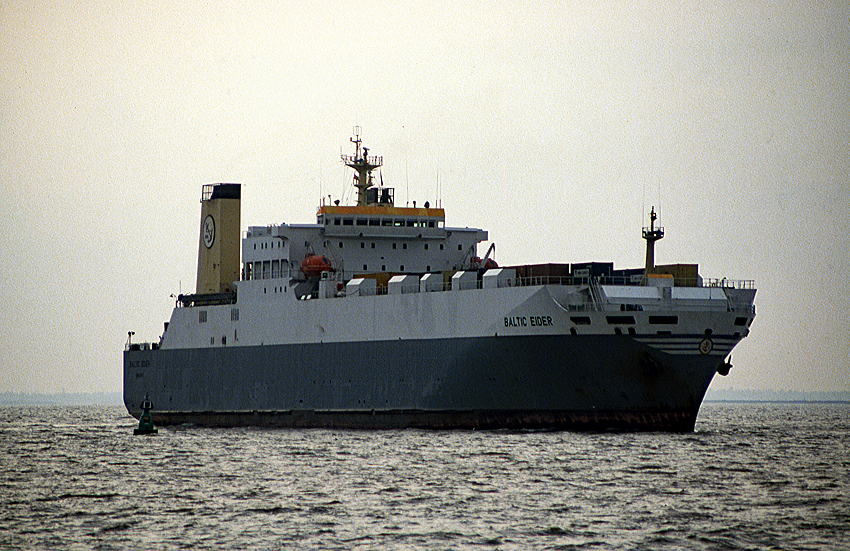
El Baltic Eider

Más recientemente, la carga fue el pilar del negocio. A medida que los viajes aéreos se hicieron más populares en los últimos años, las operaciones de pasajeros se redujeron hasta 1969, cuando se suspendieron.
En abril de 2015, la empresa cambió su nombre a Santa Fe Group y cambió su cotización en la Bolsa de Valores de Copenhague a la referencia de cotización SFG. De 2016 a 2019, la participación del grupo perdió el 94% de su valor y sus ingresos se redujeron un 23% interanuales. En septiembre de 2019 el Santa Fe Group se vendió a Proventus Capital Partners por 1 Millón de € después de que no lograra recuperar la salud financiera. Técnicamente la propiedad de Santa Fe se transfirió a Santa Fe Intressenter, una empresa controlada por Lazarus Equity Partners y respaldada por Proventus. Su subsidiaria australiana ya se había vendido en una compra por parte de la gerencia en diciembre de 2018. En noviembre de 2019, el Grupo Santa Fe se convirtió en EAC Invest.